# Zincografia

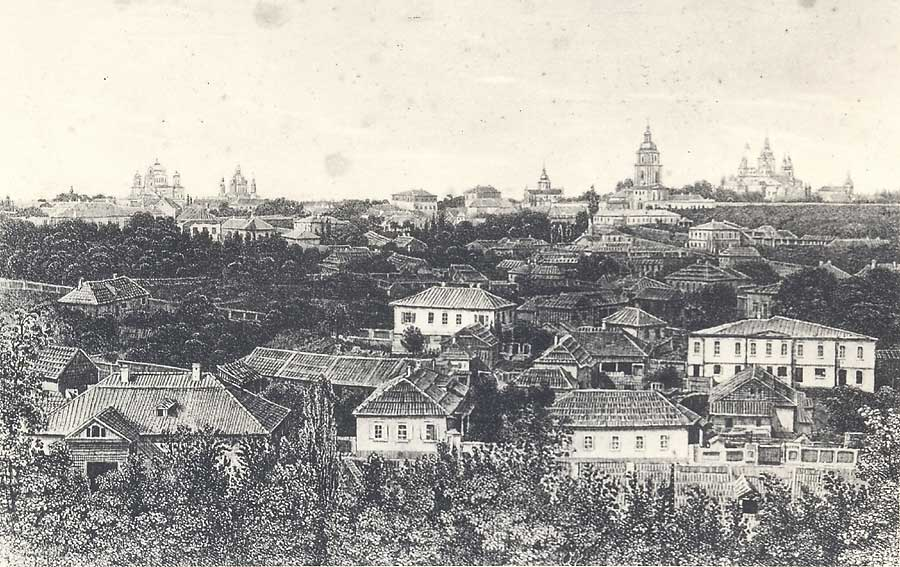
Imatge panoràmica de Kíev, Ucraïna (1870–1880 aprox.) obtinguda d'una zincografia.

La zincografia, també coneguda com a panicografia, és una tècnica d'impressió planogràfica basada en el principi de la incompatibilitat entre aigua i greix, i similar a la litografia. És la base d'alguns sistemes d'impressió òfset. Sobre una planxa de zenc tractada prèviament amb àcid gàl·lic i àcid fosfòric a efectes de fer-ne la superfície hidròfila, es dibuixa el motiu a imprimir amb alguna mena de substància oleofílica. Tot seguit s'hi aplica una solució humectant de base aquosa, que farà una capa uniforme a la superfície de la planxa a les zones sense greix. En aplicar un corró amb una tinta de base oleica, aquesta només es dipositarà en les zones greixoses de la planxa, i la tinta no es transferirà a la zona humida; d'aquesta manera, si s'aplica un paper o un roleu de cautxú, la imatge hi serà transferida.